# Siménfalvy Lajos
Felsőrákosi és homoródalmási Siménfalvy Lajos (Matty, 1927. augusztus 12. – Budapest, 2005. május 15.) Aase-díjas magyar színművész.

## Életpályája
1927-ben a Baranya vármegyei Mattyon született. 1953-ig a Színművészeti Főiskolán tanult, de már 1949-től játszott a Miskolci Nemzeti Színházban. 1956–1959 között a debreceni Csokonai Színház, 1959–1983 között az Állami Déryné Színház ill. Népszínház tagja volt. 1983–1999 között a zalaegerszegi Hevesi Sándor Színházban játszott. 1999–2005 között a Budapesti Operettszínházban és a veszprémi Petőfi Színházban szerepelt.
Lánya Siménfalvy Ágota színésznő. Nagybátyja, Siménfalvy Sándor szintén színész volt.

## Fontosabb színházi szerepei

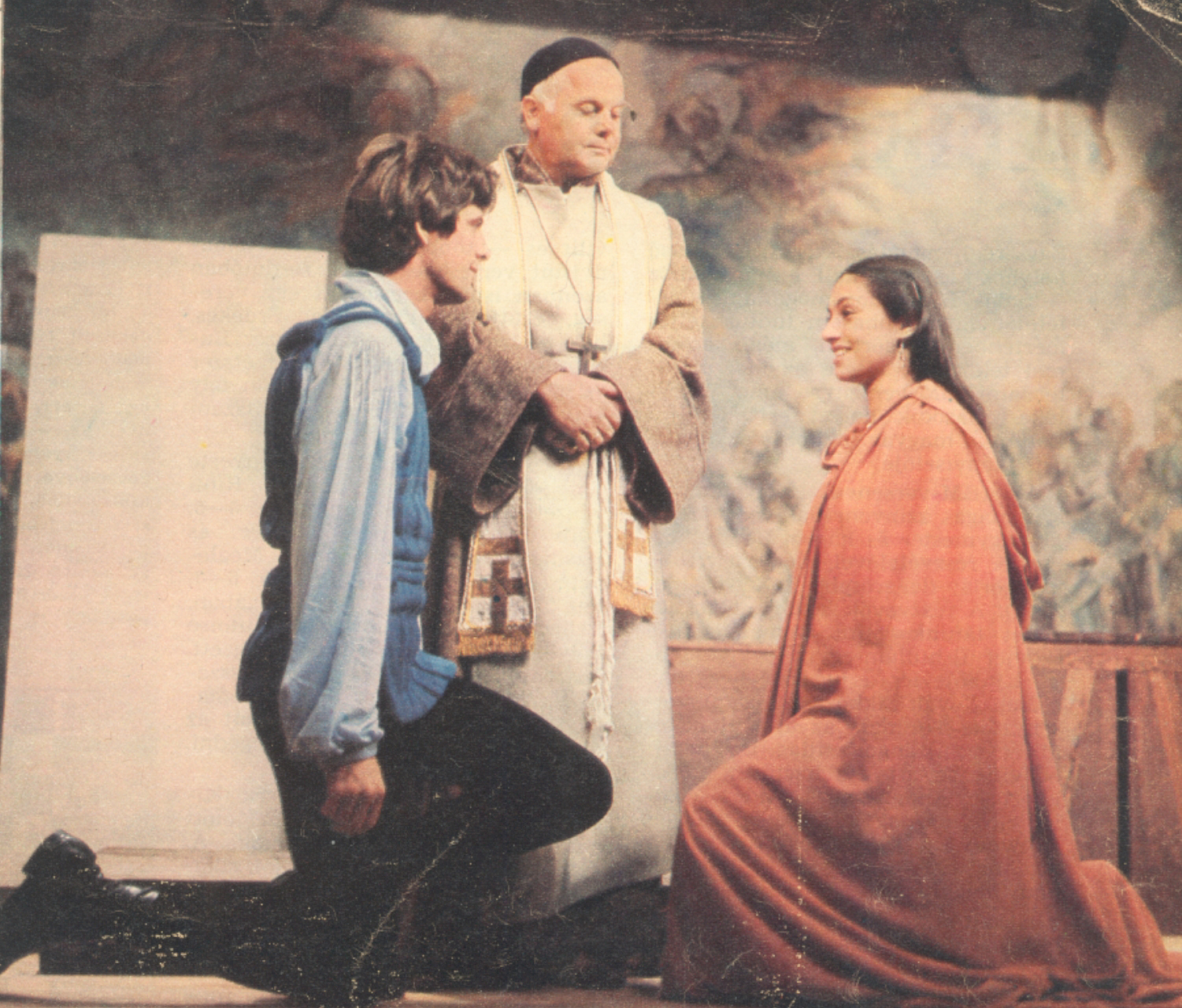
1978-as Rómeó és Júlia előadás Papadimitriu Athina és Pelsőczy László előadásában, Lőrinc barát szerepében Siménfalvy Lajos

- Miller zenész (Schiller: Ármány és szerelem)
- Lőrinc barát (Shakespeare: Rómeó és Júlia)
- Laertes (Shakespeare: Hamlet)
- Tanító, Főúr, id. Nagy (Bródy Sándor: A tanítónő)
- Böffen Tóbiás (Shakespeare: Vízkereszt, vagy amit akartok)
- Miska főpincér (Kálmán Imre: Csárdáskirálynő)
- Korláthy gróf (Szirmai Albert: Mágnás Miska)
- Bódog (Szakonyi Károly: Adáshiba)
- Gyóntató pap (Mindszenty)
- Főtisztelendő (Szép karácsony)
- Bíró (Fáklya)
- Baradlay Jenő (Jókai M.- Hevesi S.: A kőszívű ember fiai)

## Film- és tévészerepei
- Az első 36 óra (1985)
- Salome (1988)
- Devictus Vincit (1994)
- Ábel Amerikában (1998)

## Díjai és kitüntetései
- Aase-díj (1996)